# Goès
Goès – miejscowość i gmina we Francji, w regionie Nowa Akwitania, w departamencie Pireneje Atlantyckie.
Według danych na rok 1990 gminę zamieszkiwały 574 osoby, a gęstość zaludnienia wynosiła 121 osób/km² (wśród 2290 gmin Akwitanii Goès plasuje się na 661. miejscu pod względem liczby ludności, natomiast pod względem powierzchni na miejscu 1442.).